# Трайон, Эми
Эми Трайон (англ. Amy Tryon, 24 февраля 1970, Редмонд, штат Вашингтон, США — 12 апреля 2012, Дюваль, Вашингтон, США) — американская спортсменка-наездница, бронзовый призёр летних Олимпийских игр 2004 года в командном троеборье.

## Спортивная карьера
К конному спорту её приобщила мать. Окончила Центральной Вашингтонский университет в Элленсберге. Работала пожарным, тогда как конный спорт оставался в качестве хобби. Её первым серьезным успехом стало четвёртое место в индивидуальном зачете на Панамериканских играх 1999 г. Ценой серьезной травмы, повлёкшей необходимость проведения хирургической операции, она помогла сборной США выиграть золотую медаль на Всемирных конных играх (2002). Со своим конём Поджо II принимала участие во многих соревнованиях, в том числе в двух Олимпиадах. В Афинах-2004 стала обладательницей бронзовой медали в командном троеборье. В 2006 г. стала третьей в индивидуальном зачете на Всемирных конных играх в Аахене. В том же году она оставила профессию и решила стать профессиональной наездницей.
Однако в 2007 г. в карьере спортсменки произошёл трагический перелом. На международном турнире по троеборью в Кентукки (США) её мерин по кличке Самурай получил травму. Несмотря на это, наездница заставила лошадь преодолеть последнее препятствие и дойти до финиша. Травма оказалась слишком серьезной, и Самурая усыпили. Трибунал Федерации конного спорта постановил, что хотя Эми Трайон виновна в действиях, повлёкших травму и гибель лошади, но они не были преднамеренными. Спортсменку отстранили от участия в соревнованиях на два месяца и обязали заплатить штраф и издержки в размере примерно 1000 швейцарских франков.
Трайон скоропостижно скончалась от передозировки лекарственных препаратов.